# Клуниково
Клуниково (укр. Клуникове) — село, относится к Антрацитовскому району Луганской области Украины. Под контролем самопровозглашённой Луганской Народной Республики.
Входит в Бобриковский сельский совет.

## География
К югу от села проходит граница между Украиной и Российской Федерацией. Соседние населённые пункты: сёла Бобриково на северо-западе, Новокрасновка, Платоновка и Благовка на севере, Любимое на востоке.

## Население
Население по переписи 2001 года составляло 143 человека.

## Общие сведения
Почтовый индекс — 94695. Телефонный код — 6431. Занимает площадь 0,892 км². Код КОАТУУ — 4420381104.

## Местный совет
94694, Луганская обл., Антрацитовский р-н, с. Бобриково, ул. Колхозная, д. 11